# 792
Раннє Середньовіччя. У Східній Римській імперії триває правління Костянтина VI при регентстві Ірини Афінської. Карл Великий править Франкським королівством. Північ Італії належить Франкському королівству, Рим і Равенна під управлінням Папи Римського, герцогства на південь від Римської області незалежні, деякі області на півночі та на півдні належать Візантії. Піренейський півострів, окрім Королівства Астурія, займає Кордовський емірат. В Англії триває період гептархії. Центр Аварського каганату лежить у Паннонії. Існують слов'янські держави: Карантанія, як васал Франкського королівства, та Перше Болгарське царство.
Аббасидський халіфат очолює Гарун ар-Рашид. У Китаї править династія Тан. В Індії почалося піднесення імперії Пала. В Японії триває період Хей'ан. Хозарський каганат підпорядкував собі кочові народи на великій степовій території між Азовським морем та Аралом. Територію на північ від Китаю займає Уйгурський каганат.
На території лісостепової України в VIII столітті виділяють пеньківську й корчацьку археологічні культури. У VIII столітті продовжилося швидке розселення слов'ян. У Північному Причорномор'ї співіснують різні кочові племена, зокрема булгари, хозари, алани, авари, тюрки, угри, кримські готи.

## Події
- Візантійський василевс Костянтин VI повернув до палацу свою опальну матір Ірину Афінську. Йому довелося впродовж року придушити бунти дядька Никифора та полководця Олексія Мозеля.
- Булгари завдали поразки військам Костянтина VI.
- Король франків та лангобардів Карл Великий зібрав на Великдень раду світських і церковних можновладців, на якій відбувся суд над сином Карла Піпіном Горбатим. Піпіна звинуватили у змові з лангобардами й заслали до монастиря. На раді також засуджено адопціонізм як єресь. Фелікса Ужельського відправили в Рим покаятися перед Папою.
- Збунтувався герцог Беневентський Грімоальд. Карл Великий велів своєму сину Людовику зібрати в Аквітанії військо, щоб допомогти брату Піпіну.
- У Франкському королівстві розпочався трирічний голод. Трапляються випадки канібалізму.
- Почалося будівництво Капели Карла Великого в Аахені.
- Гарун ар-Рашид зупинив громадянську війну в Палестині між арабськими племенами.

## Померли
- Філарет Милостивий
- Осред ІІ